# كريستيان كريشيون
كريستيان كريشيون (بالرومانية: Cristian Crăciun)‏ هو لاعب كرة قدم روماني في مركز الوسط، ولد في 16 نوفمبر 1972 في غالاتس في رومانيا. لعب مع نادي أسترا جورجو ونادي أوتسيلول غالاتسي ونادي بترولول بلويشتي.